# Jan Ksawery Kaniewski
Jan Ksawery Kaniewski, in Italien auch als Francesco Saverio bekannt (* 10. Mai 1805 in Krassyliw; † 13. April 1867 in Warschau) war ein polnischer Maler, der viele Persönlichkeiten porträtierte, darunter Zar Alexander II., Papst Gregor XVI. und Gaetano Moroni.

## Leben

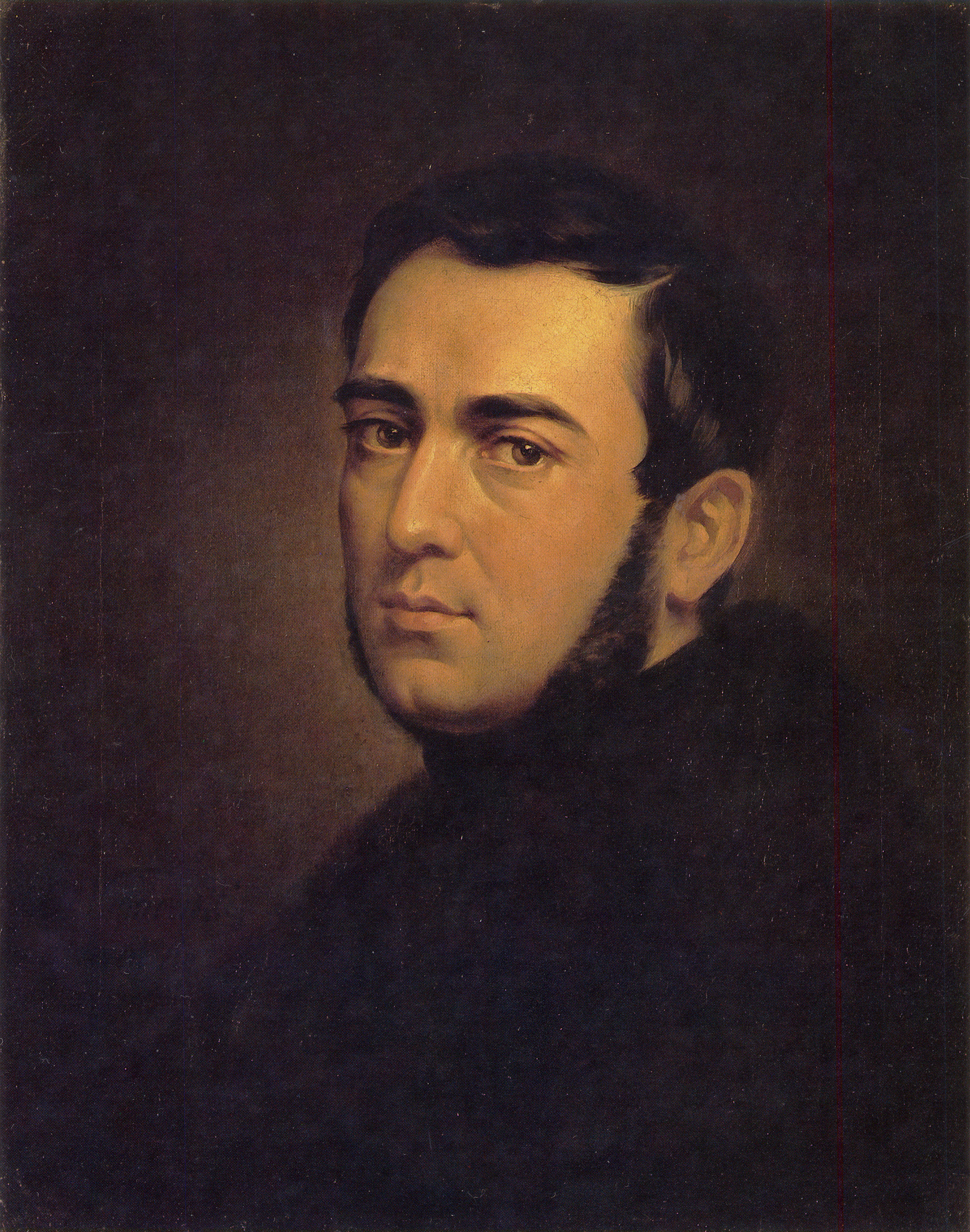
Jan Ksawery Kaniewski

Er studierte am Lyzeum in Krzemieniec, wo er seinen ersten Unterricht im Zeichnen und Malen bei Joseph Pitschmann erhielt. In der Zeit von 1827 bis 1833 besuchte er die Akademie der Schönen Künste in St. Petersburg. Nach seinem Abschluss mit dem Titel „freier Künstler“ ging er, dank eines staatlichen Stipendiums, nach Rom, wo er im November 1833 ankam.
In Rom wurde er durch das Porträt von Papst Gregor XVI. bekannt, das der russische Zar Nikolaus I. bei ihm in Auftrag gegeben hatte. In dieser Zeit malte er auch das Porträt des Cavaliere Gaetano Moroni. Er war auch Mitglied der Congregazione dei Virtuosi al Pantheon.
In den Jahren 1842–1846 war er wieder in St. Petersburg. Im Jahr 1845 wurde er für sein Gemälde „Porträt des Marschalls Ivan Paskievič“ mit dem Titel eines Akademikers ausgezeichnet. Im Jahr 1846 zog er nach Warschau. In den folgenden Jahren (1858–1864) war er Direktor der Universität. 1860 gehörte er zu den Mitbegründern der Gesellschaft zur Förderung der Schönen Künste. Er war der Autor zahlreicher Porträts von Mitgliedern der kaiserlichen Familie und Würdenträgern des polnischen Königreichs.